# Trapez (Sport)

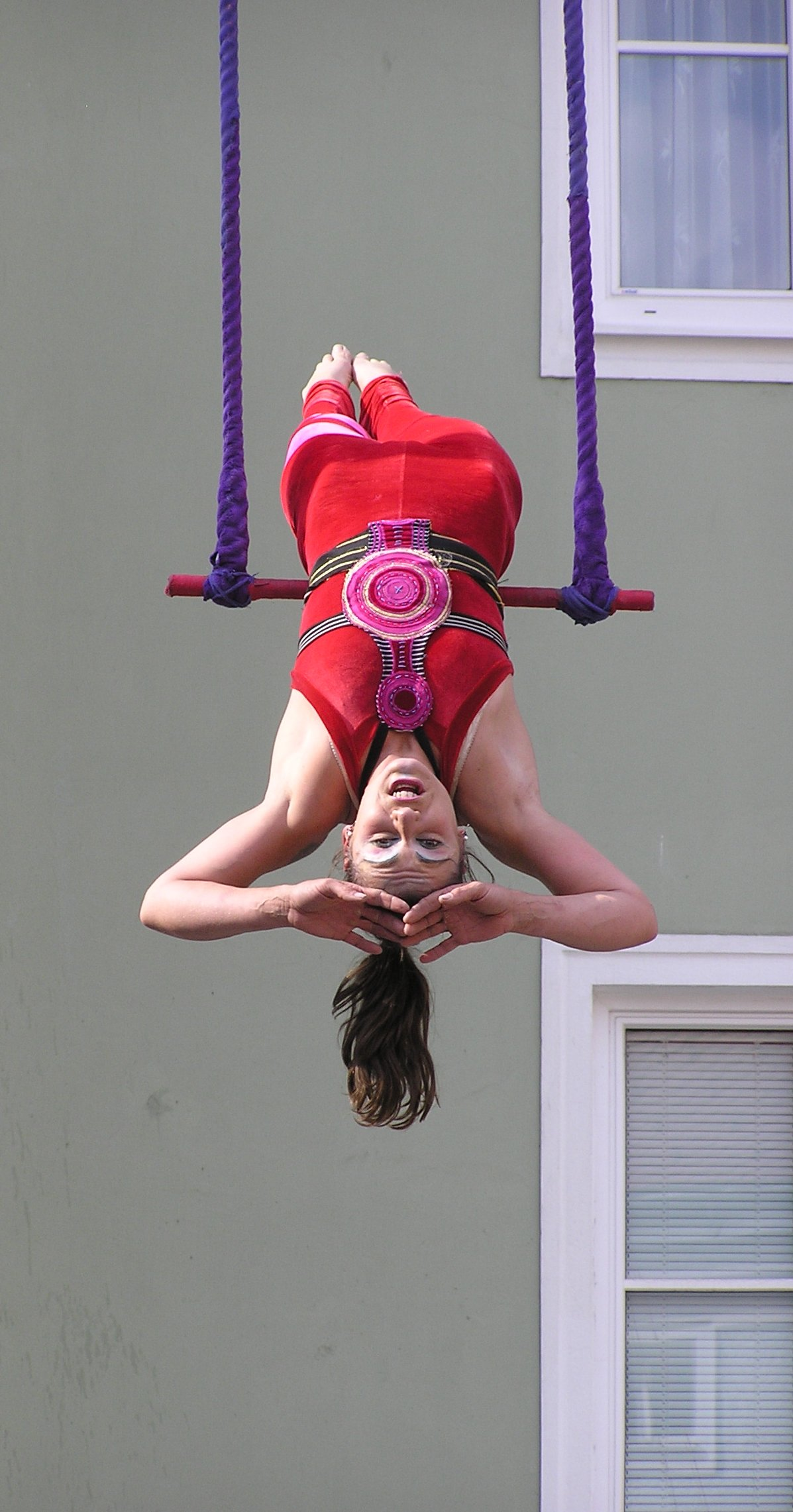
From Down Under: Die Trapezkünstlerin Theaker von Ziarno beim Linzer Pflasterspektakel 2005

Das Trapez ist ein Turngerät zum Zwecke der Luftakrobatik, bzw. ein artistisches Requisit der Zirkus-Künste. 

## Beschreibung
Grundsätzlich unterscheidet man zwischen statischem, schwingendem und fliegendem Trapez und dem an einem Punkt aufgehängten Tanztrapez. Das Trapez selbst besteht aus zwei geflochtenen Hanf-, Baumwoll- oder Stahlseilen und einer Stange aus Stahl. Es gibt verschiedene Ausführungen für Duo-, Solo- und Gruppenarbeit. Zur Minimierung eines Verletzungsrisikos werden meist Matten, Netze oder Longen verwendet.

## Geschichte im Zirkus
Die Akrobatik am Trapez wurde als Kunstform in den 1860er-Jahren populär. Die kraftbetonte und riskante und Disziplin war vorerst eine Männerdisziplin. Dies änderte sich aber im Verlauf der nächsten 20 Jahre. Ab 1880 setzen sich die Frauen durch und übertrafen ihre männlichen Kollegen gar in den Leistungen am Trapez. Bald galt den Luftakrobatinnen im Zirkus große Aufmerksamkeit. In diesem Zuge gab es auch männliche Artisten, die als Frauen auftraten. Sehr berühmt wurde damit der Crossdresser Samuel Wasgate alias El Niño Farini, der als "Göttin der Lüfte" Lulu das Publikum begeisterte. Die 1930er-Jahre galten als Hochphase der Luftakrobatik und die Artistinnen genossen eine große Popularität, vergleichbar mit zeitgenössischen Filmstars. Die berühmtesten Vertreterinnen dieser Zeit waren Lillian Leitzel und die als ihre Nachfolgerin bezeichnete Luise Leers. Ebenfalls berühmt wurde die amerikanische Luftakrobatin Charmion mit ihrem Trapez-Entkleidungsakt, in welchem sie sich auf einem Trapez turnend traditionell viktorianischer Kleidung entledigt und damit provokativ die gesellschaftlich geltenden Kleidungskonventionen für Frauen infrage stellte.

## Anwendung
Es gehört zum alten Genre der Artistik und wird hauptsächlich im Zirkus, Varieté oder auf Firmenveranstaltungen präsentiert. Das Trapez kann sowohl von Kindern, als auch von Erwachsenen genutzt werden. Durch das relativ niedrige Körpergewicht sind viele Übungen für Kinder etwas einfacher durchzuführen als für Erwachsene mit meist höherem BMI und das Gerät wird aus diesem Grunde öfters zum Einstieg in die Welt der Artistik gewählt. Die hier wichtigsten körperlichen Geschick-, Kraft- und Gewandtheitselemente sind: 
- Schwingen
- Abfaller
- Balancieren
- Stützen
- Hängen

## Verwandte Geräte
Am Aufhängepunkt von Tuch, Seil, Ring und selten auch Trapez wird häufig ein Wirbel zwischen Decke und der Befestigung des Gerätes angebracht, um Drehungen um die Vertikale zu erleichtern. Drehungen sind bei entsprechend hoher Aufhängung ebenfalls auch ohne Wirbel möglich, allerdings muss hierbei das Gerät auch wieder komplett zurückdrehen.
Alle drei Sportgeräte erlauben den Einsatz mit zwei oder mehreren Artisten. Hierbei hängt ein Artist, der Fänger, meist kopfüber in dem Sportgerät, während die zweite Person, der Flieger, hauptsächlich von dem Fänger in verschiedenen Positionen gehalten wird. Bei Darbietungen mit mehreren Artisten gleichzeitig ist es auch oft üblich simultan zu arbeiten, d. h. jeder Artist an seinem eigenen Trapez, Tuch oder Seil.
An allen Requisiten sind Aufgänge, Tricks, Übergänge, Hänge, Abfaller und Abgänge möglich. Meistens gibt es für einen Trick auch Entsprechungen an den anderen Geräten. Die Tricks sind dann nicht genau identisch, aber beruhen auf einem ähnlichen Prinzip.

### Vertikalseil
Das Vertikalseil ist ein Spezialseil mit ca. 4–5 cm Durchmesser, das über einen Wirbel verdrehbar an der Decke aufgehängt wird. An das Seil werden besondere Anforderungen gestellt, da der Artist weder durch ein zu raues Seil verletzt werden darf, noch sollte das Seil zu glatt gearbeitet sein, um unerwünschtes Abgleiten zu vermeiden. Das Seil verfügt häufig über eine Schlaufe, sodass Tricks, die nicht am Vertikaltuch möglich sind, (z. B. einarmig herumwirbeln), gezeigt werden können.

### Luftring

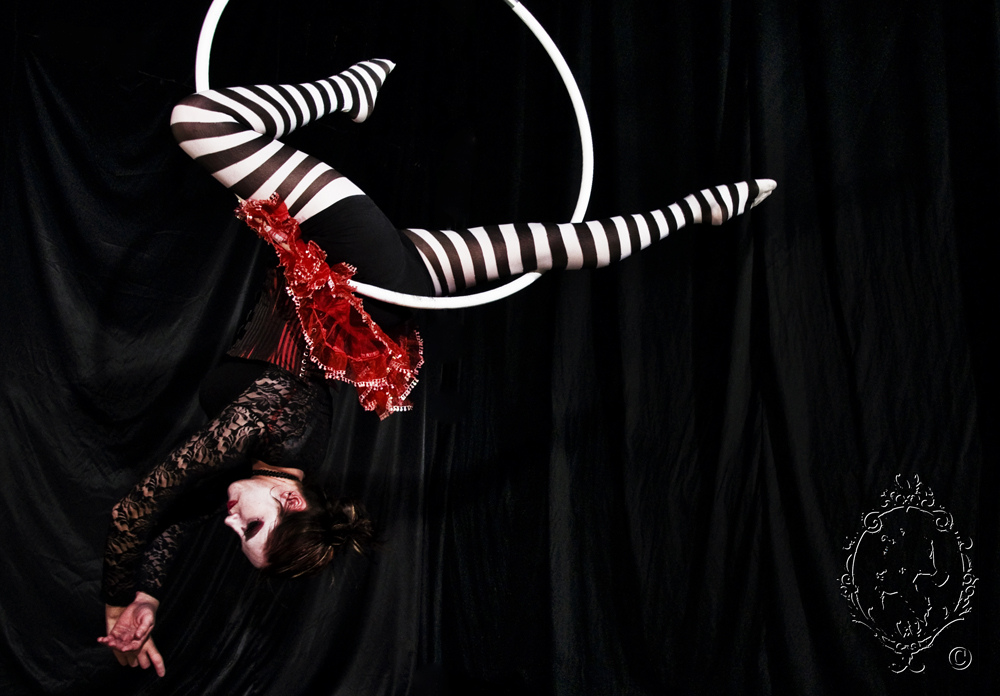
Einfache Figur am Luftring

Daneben gibt es noch den Luftring. Wie die Stange des Trapezes besteht er aus einer mit Tape umwickelten Stange, je nach Ausführung mit einer oder mehreren Schlaufen an der Aufhängung. Häufig auch Lyra genannt, bildet er gemeinsam mit Vertikaltuch, Vertikalseil, Trapez und Strapaten die wichtigsten Geräte der Luftakrobatik. Der Luftring wird auch manchmal mit dem Vertikaltuch kombiniert, indem das Tuch am Ring befestigt wird.